# Камімусубі
Камімусубі (Камімусебіно Камі) («бог божого творіння» або «божий дух») (у японській міфології) — одне з першої трійці божеств, що з’явилося разом з Аме-но Мінаканусі й Такамімусубі, коли розділилися земля і небо. Як божий дух Камімусубі був невидимий. Згідно з текстом «Ідзумо-фудокі», божество народилося в провінції Ідзумо і там перебуває безліч його нащадків. Камімусубі з’являється третім на рівнині Високого Неба Такама-но хара після розділення неба і землі («Кодзікі», сувій I, «Час богів»).
Такама-но хара, в японській міфології, верхній небесний світ, житло небесних богів, божих предків, на відміну від землі — житла земних духів і людей. Тут володарює богиня Аматерасу, головне божество синтоїстського пантеону, розташовані її будинок і рисові поля.
На відміну від «Кодзікі», у зведенні «Ніхон Січі» виклад історичних подій є набагато детальнішим. Унікальною особливістю цього літературного пам’ятника давньої Японії є багатоваріантність викладу синтоїстського міфу: представлені версії одного й того самого міфу, які зберігалися різними могутніми родами. Зведення «Ніхон Січі» було складено під впливом китайської історичної думки при безпосередній участі іммігрантів, проте місцева традиція внесла істотні коригування. Так, положення про принципову можливість зміни панівної династії (так званий «мандат Неба») було повністю проігноровано, що наклало відбиток на усю подальшу історичну і культурну традиції Японії.

### Історичні відомості.[2]
Вперше серйозне дослідження "Кодзики" було проведено японським літератором та художником Мотоорі Норінага, який виклав та опублікував свої перші твори у друкованому виданні 1754 року. Плодом праці Мотоорі Норінага протягом тридцяти чотирьох років стало монументальне 44-х томне дослідження Кодзікі під назвою "Кодзікі-ден" (Коментар до Кодзікі).
На відміну від "Кодзіки", в міфолого-літописному зведенні "Ніхон Секі" виклад історичних подій є більш докладним. Унікальною особливістю цієї літературної пам'ятки стародавньої Японії є багатоваріантність викладу синтоїстського міфу: представлені версії того самого міфу, що зберігалися різними могутніми пологами. Звід Ніхон Секі був складений під впливом китайської історичної думки за безпосередньої участі іммігрантів, проте місцева традиція внесла істотні коригування. Так, положення про принципову можливість зміни панівної династії (так званий "мандат Неба") було повністю проігноровано, що наклало відбиток на всю подальшу історичну та культурну традиції Японії.